# Шалулиле, Питер
Питер Шалулиле (англ. Peter Shalulile; род. 23 марта 1993 или 23 октября 1993, Виндхук) — намибийский футболист, нападающий южноафриканского клуба «Мамелоди Сандаунз» и сборной Намибии по футболу.

## Карьера

### Клубная
В течение девяти лет играл в Намибии за «Тура Мэйджик» и «Хайлендс Парк».
Летом 2020 года перешёл в южноафриканский «Мамелоди Сандаунз», в составе которого в 2021 и 2022 годах становился чемпионом страны, а также выиграл Кубок ЮАР и Кубок Восьми. 

### Международная
В составе сборную Намибии по футболу играл на Кубке африканских наций 2019 года, который намибийцы покинули после группового этапа, проиграв три встречи.

## Достижения

### Командные
Мамелоди Сандаунз
- Победитель Премьер-лиги ЮАР (с 1996 года) (3): 2020/21, 2021/22, 2022/23
- Обладатель Кубка ЮАР (1): 2022
- Обладатель Кубка Восьми  (1): 2021

### Личные
- Игрок года чемпионата ЮАР (1): 2021[2]
- Лучший бомбардир чемпионата ЮАР (3): 2020/21, 2021/22, 2022/23
- Футболист сезона в ЮАР (1): 2021/22